# Donald K. Ross
Pour les articles homonymes, voir Ross.
Donald Kirby Ross, né le 8 décembre 1910 à Beverly et mort le 27 mai 1992 à Bremerton, est un officier de la marine américaine.
Il a reçu la première Medal of Honor de la Seconde Guerre mondiale pour son héroïsme à bord du USS Nevada lors de l'attaque de Pearl Harbor en 1941.
En 1997, le destroyer lance-missiles USS Ross a été nommé en son honneur.